# تویوتا پروبوکس

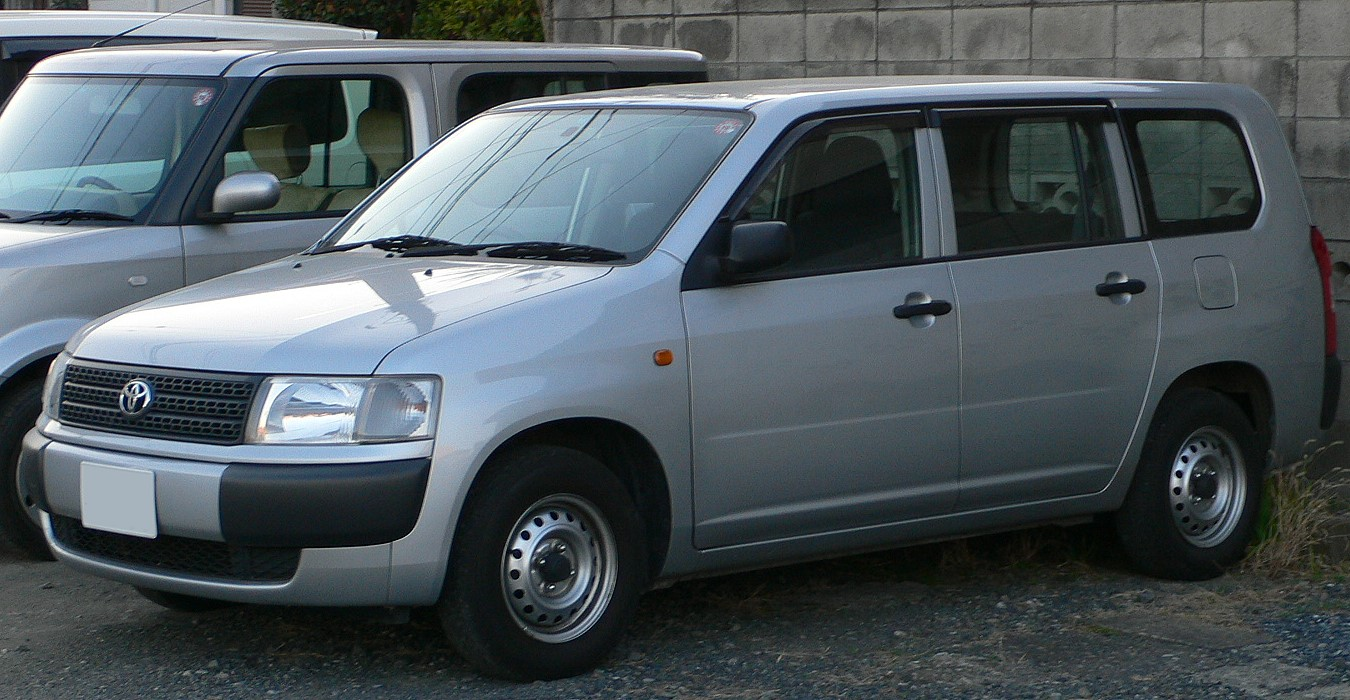

تویوتا پروبوکس (Toyota Probox) خودرویی است که از سال ۲۰۰۲ تاکنون توسط تویوتاتولید شده‌است. طول آن در حالت طبیعی ۴٬۱۹۵ میلیمتر (۱۶۵٫۲ اینچ) و عرض آن در حالت طبیعی ۱٬۶۹۵ میلیمتر (۶۶٫۷ اینچ) است.
موتور آن ۱۴۹۶ سی‌سی سیستم جعبه‌دندهٔ آن به صورت دستی است.